# Polojski Varoš
Polojski Varoš is een plaats in de gemeente Cetingrad in de Kroatische provincie Karlovac. De plaats telt 50 inwoners (2001).